# Jubrique
Jubrique è un comune spagnolo di 751 abitanti situato nella comunità autonoma dell'Andalusia.